# Manitowaning
Manitowaning ist eine historische Stadt auf der Insel Manitoulin. Erreichbar über den Highway 6, liegt sie 545 km (341 Meilen) entfernt von Toronto, Kanada. Die Stadt wurde 1837 als Zentrum der Regionalregierung und als zentraler Sitz der Bildungseinrichtungen für Einheimische gegründet.